# مفطورة صقرية
مفطورة صقرية (الاسم العلمي: Mycoplasma buteonis) هي نوع من البكتيريا تتبع جنس المفطورة من فصيلة المفطورات.